# Siergiej Rudniew
Siergiej Michajłowicz Rudniew, ros. Сергей Михайлович Руднев (ur. pod koniec lat 80. XIX wieku, zm. w latach 60. w Ameryce Południowej) – rosyjski, a następnie emigracyjny chirurg, członek Komitetu Wyzwolenia Narodów Rosji pod koniec II wojny światowej
W okresie carskim był znanym chirurgiem w Moskwie. Stał na czele lecznicy chirurgicznej. Był docentem na uniwersytecie moskiewskim. Po nieudanym zamachu Fanny Kapłan na Włodzimierza I. Lenina 30 sierpnia 1918 r., został wezwany do rannego przywódcy bolszewików, ale odmówił udzielenia mu pomocy. Pomimo tego – na osobiste życzenie W. I. Lenina – nie tylko nie aresztowano go, ale na pocz. lat 20. mógł wyemigrować z Rosji Sowieckiej. Zamieszkał w Berlinie, gdzie kontynuował praktykę lekarską. Otrzymał tytuł profesora medycyny. Pod koniec lat 30. kierował jednym z berlińskich szpitali. Pod koniec 1944 r. wszedł w skład Prezydium Komitetu Wyzwolenia Narodów Rosji (KONR). Po wojnie wyjechał do jednego z krajów Ameryki Południowej.